# 惲光宸
惲光宸（？—1860年），初名爾謙，字濬生，又字薇叔，號養拙齋，江蘇省常州府陽湖縣（今屬常州市）人。中國清朝翰林、政治人物。

## 經歷
- 道光十二年（1832年）壬辰舉人。
- 道光十八年（1838年）戊戌科第二甲第二名進士出身[1]，點翰林院庶吉士，充武英殿協修。
- 二十年（1840年）：武英殿協修，翰林院散館，授編修。
- 二十二年（1842年）：翰林院編修，充國史館對本衙門撰文。
- 二十三年（1843年）：翰林院教習庶吉士，兼任國史館協修，充河南鄉試正考官。
- 二十四年（1844年）：充浙江鄉試副考官，授湖南岳州府知府。
- 二十七年（1847年）：湖南岳州府知府，署衡永郴桂兵備道，署長沙府知府。
- 二十九年（1849年）：湖南岳州府知府，升廣東督糧道，署兩廣鹽運使，升江西按察使。
- 三十年（1850年）：江西按察使，署理布政使。
- 咸豐五年（1855年）：七月二日解職[2]。
- 七年（1857年）：復授江西按察使。
- 八年（1858年）：江西按察使，改江西布政使。
- 九年（1859年）：江西布政使，升江西巡撫。
- 十年（1860年）三月三十日（4月20日）病假去職，尋卒。

### 評價
惲光宸長年率江西清兵於南昌、九江等地對太平軍作戰，並為湘軍籌措餉需。
王闓運《湘軍志》江西後篇：「江西巡撫自陳啟邁，文俊，耆齡，惲光宸，毓科皆守平制，委權司道……。」

## 家庭關聯
姻婭：蔣彬蔚。
子：惲彥琦、惲彥彬、惲彥瑛、惲彥璋、惲彥瑋、惲彥瑄（娶蔣彬蔚女）、惲彥珣。
孫: 惲毓鼎